# Tánh Linh
Tánh Linh là một huyện miền núi nằm ở phía Tây Bắc tỉnh Bình Thuận, Việt Nam.

## Địa lý
Huyện Tánh Linh nằm ở phía tây của tỉnh Bình Thuận, trải dài từ 10°50'24"B đến 11°20'56"B, 107°30'50"Đ đến 107°51'21"Đ, có vị trí địa lý:
- Phía đông giáp huyện Hàm Thuận Nam và huyện Hàm Thuận Bắc
- Phía tây giáp huyện Đức Linh và huyện Xuân Lộc, tỉnh Đồng Nai
- Phía nam giáp huyện Hàm Tân
- Phía bắc giáp huyện Đạ Huoai và huyện Bảo Lâm thuộc tỉnh Lâm Đồng.

Nhìn chung huyện Tánh Linh có địa hình thấp dần từ Đông sang Tây và từ Bắc vào Nam, được chia thành 4 dạng địa hình chính như sau:
1. Địa hình núi cao trung bình: Có độ cao từ 1.000 đến 1.600 m phân bố ở phía Bắc huyện giáp với Tỉnh Lâm Đồng. Bao gồm các ngọn núi Bnom Panghya cao 1478 m, núi Ông (1.302 m), núi Ca Nong (1.270 m), núi Pa Ran (1.205 m)
2. Địa hình đồi núi thấp: Có độ cao dao động từ 200 đến 800 m tập trung ở phía nam của huyện. Bao gồm các núi Dang Dao cao 851 m, núi Dang dui cao trên 706 m, núi Catong cao 452 m.
3. Địa hình đồi thoải lượn sóng: Có độ cao từ 20 đến 150 m bao gồm đồi đất xám, đất đổ vàng, chạy theo hướng Bắc -Nam, hoặc xen kẽ những vùng đất thấp.
4. Dạng địa hình đồng bằng: gồm hai loại
  - Bậc thềm sông: Có độ cao 2–5 m, có nơi cao 5–10 m, phân bố dọc theo sông La Ngà.
  - Đồng bằng phù sa: Phân bố ở dọc sông La Ngà và các nhánh suối nhỏ ven Hồ Biển Lạc, là vùng trọng điểm lương thực của tỉnh Bình Thuận.

Trong khu vực đất đồng bằng, đất có địa hình trung bình thấp và thấp trũng chiếm diện tích khá lớn, trên địa hình này thuận lợi cho việc tưới nước, song thường hay ngập lụt vào mùa mưa.
Đất đai huyện Tánh Linh hình thành trên tập hợp đá mẹ và mẫu chất sau:
1. Đá granit bao phủ một diện tích khá lớn trên địa bàn huyện Tánh Linh. Đá Granite có thành phần hóa học với hàm lượng SiO2 tương đối cao (60-70%), Fe2O3 thấp (0,2-1,4%), chứa nhiều K2O. Đá bị phong hóa tạo nên sườn tích rất thô, gồm có cát silic với mảnh đá vụn trôi thành lớp, nằm theo triền và vây quanh chân núi. Đá granit hình thành ra 3 nhóm đất là đất đỏ vàng, đất xám và đất xói mòn trơ sỏi đá, trong đó nhóm đất xám và đất đỏ vàng là chủ đạo, với đặc tính rửa trôi, hoạt tính thấp và thành phần cơ giới nhẹ, chủ yếu là cát pha, thịt nhẹ.
2. Đá sét phát hiện thấy trong lớp vỏ thổ nhưỡng ở Bình Thuận nói chung và Tánh Linh nói riêng, chiếm khoảng 5-6% diện tích lãnh thổ. Đá sét rất cổ (tuổi Mezôzôi), là nền móng của lãnh thổ nhưng một phần lớn diện tích bị Aluvi Neogen và bazan phủ lấp lên. Đá có màu thay đổi, mức độ phong hóa cao. Đất trên đá sét thường có màu đỏ vàng hay vàng nhạt, thành phần cơ giới trung bình đến nặng, các chất dinh dưỡng khá. Tuy nhiên do phong hóa mạnh cùng với quá trình xói mòn rửa trôi mạnh nên đất thường có tầng mỏng, nhiều nơi đất trơ sỏi đá hoặc đá non mục nát trơ trên mặt đất.
3. Mẫu chất phù sa cổ (Pleistocene) chiếm một diện tích không lớn khoảng 10-15% diện tích vùng nghiên cứu. Tầng dày của phù sa cổ từ 2-3 đến 5-7 mét, vật liệu của nó màu nâu vàng, gần lên tầng mặt chuyển sang màu xám. Cấp hạt thường thô tạo cho đất có cấp hạt cát là chủ yếu (cát pha, thịt nhẹ). Các loại đất hình thành trên phù sa cổ có thành phần cơ giới nhẹ, cùng với điều kiện nhiệt đới gió mùa, mưa lớn và tập trung, làm cho đất bị rửa trôi mạnh, nghèo dưỡng chất và có hoạt tính thấp. Nên phần lớn đất hình thành trên phù sa cổ thuộc nhóm đất đỏ vàng và nhóm đất xám.
4. Phù sa sông, suối là loại trầm tích trẻ hơn cả với tuổi Holocen muộn - hiện đại (QIV). Phù sa thường có màu nâu sẫm đến nâu vàng nhạt, phân bố không liên tục làm thành các dải hẹp dọc ven các sông suối vùng nghiên cứu. Hình thành trên trầm tích này là nhóm đất phù sa sông La Ngà, bao gồm phần lớn khu vực Ta Pao.

Khí hậu của huyện Tánh Linh khí hậu xavan nên khí hậu huyện mang tính chất chuyển tiếp giữa chế độ mưa của vùng Duyên Hải Nam Trung Bộ và đồng bằng Nam Bộ. Hay nói cách khác khí hậu Tánh Linh là vùng đệm giữa trung tâm mưa lớn của Miền Nam (Cao nguyên Di Linh) và đồng bằng ven biển. Tuy nhiên khí hậu ở đây vẫn diễn biến theo 2 mùa rõ rệt: mùa mưa và mùa khô.
- Mùa mưa từ đầu tháng 5 đến đầu tháng 11. các xã phía Tây và phía Nam của huyện như: Suối Kiết, Gia Huynh có lượng mưa thấp, trung bình hàng năm khoảng 1.500–1.900 mm. Ngược lại các xã ở phía Bắc và Đông của huyện mùa mưa từ cuối tháng 4 đến hết giữa tháng 11 có lượng mưa cao trung bình năm 2.185 mm có khi cao tới 2.894 mm. Mùa mưa cây trồng sinh trưởng và phát triển mạnh, đây là mùa sản xuất chính. Tuy nhiên mưa lớn thường tập trung vào các tháng 7, 9 và 10, nên thời gian này thường gây ra lũ quét, ngập úng, ảnh hưởng lớn đến sản xuất nông nghiệp nhất là những vùng sản xuất lúa và cây công nghiệp hàng năm.
- Mùa khô từ cuối tháng 11 đến giữa tháng 4 năm sau, thường ít có mưa nên gây thiếu nước nghiêm trọng, cây cối sinh trưởng và phát triển kém, nhiều sâu bệnh ảnh hưởng nhiều đến năng suất cây trồng.
- Nhiệt độ không khí cao đều quanh năm và tương đối ổn định. Nhiệt độ trung bình năm: 22–26 °C. Tổng tích ôn trung bình năm là 9.300 °C.
- Độ ẩm không khí trung bình năm 70-85%. Từ tháng 6 đến tháng 12 độ ẩm không khí 84,3-86,9%. Các tháng 1, 2 và 3 độ ẩm trung bình 75,6-76,9%. Hàng năm độ ẩm không khí trung bình cao nhất vào khoảng 91,8%. Độ ẩm trung bình thấp nhất là 61,3%. Độ ẩm thấp nhất tuyệt đối xuống dưới 15% vào mùa khô

| Dữ liệu khí hậu của Tánh Linh    | Dữ liệu khí hậu của Tánh Linh | Dữ liệu khí hậu của Tánh Linh | Dữ liệu khí hậu của Tánh Linh | Dữ liệu khí hậu của Tánh Linh | Dữ liệu khí hậu của Tánh Linh | Dữ liệu khí hậu của Tánh Linh | Dữ liệu khí hậu của Tánh Linh | Dữ liệu khí hậu của Tánh Linh | Dữ liệu khí hậu của Tánh Linh | Dữ liệu khí hậu của Tánh Linh | Dữ liệu khí hậu của Tánh Linh | Dữ liệu khí hậu của Tánh Linh | Dữ liệu khí hậu của Tánh Linh |
| Tháng                            | 1                             | 2                             | 3                             | 4                             | 5                             | 6                             | 7                             | 8                             | 9                             | 10                            | 11                            | 12                            | Năm                           |
| -------------------------------- | ----------------------------- | ----------------------------- | ----------------------------- | ----------------------------- | ----------------------------- | ----------------------------- | ----------------------------- | ----------------------------- | ----------------------------- | ----------------------------- | ----------------------------- | ----------------------------- | ----------------------------- |
| Lượng mưa trung bình mm (inches) | 21 (0.8)                      | 5 (0.2)                       | 12 (0.5)                      | 90 (3.5)                      | 200 (7.9)                     | 315 (12.4)                    | 336 (13.2)                    | 308 (12.1)                    | 380 (15.0)                    | 300 (11.8)                    | 148 (5.8)                     | 60 (2.4)                      | 2.175 (85.6)                  |
| Số ngày mưa trung bình           | 2                             | 0                             | 0                             | 5                             | 13                            | 18                            | 20                            | 18                            | 21                            | 18                            | 13                            | 5                             | 133                           |
| [ cần dẫn nguồn ]                |                               |                               |                               |                               |                               |                               |                               |                               |                               |                               |                               |                               |                               |

Trên địa bàn huyện có sông La Ngà, là con sông chính lớn nhất của huyện và cũng là nguồn cung cấp nước chủ yếu cho sản xuất nông nghiệp trong vùng, là phụ lưu cấp 1 của hệ thống sông Đồng Nai bắt nguồn từ cao nguyên Di Linh tỉnh Lâm Đồng. Sông La Ngà chảy qua huyện Tánh Linh có chiều dài chừng 50 km, diện tích lưu vực khoảng 417,4 km², mực nước trung bình năm 11.699-12.163 mm.
- Ngoài sông La Ngà còn có sông Lay Quang dài 30 km, sông Phan, sông Cái, sông Dinh, hồ Biển Lạc, nhiều hồ và suối nhỏ. Các suối nhỏ chỉ có nước vào mùa mưa.

Nhìn chung huyện Tánh Linh có nguồn nước mặt tương đối dồi dào, đảm bảo cung cấp nước cho sản xuất nông nghiệp và các hoạt động kinh tế khác. Tuy nhiên do sông, suối, hẹp, ngắn dốc lại chảy qua nhiều địa hình phức tạp nên vào mùa mưa thường gây ra lũ lụt, ngập úng cục bộ, nhất là những nơi có địa hình thấp, trũng. Hoặc lũ quét, gây khó khăn cho sản xuất và sinh hoạt của người dân.

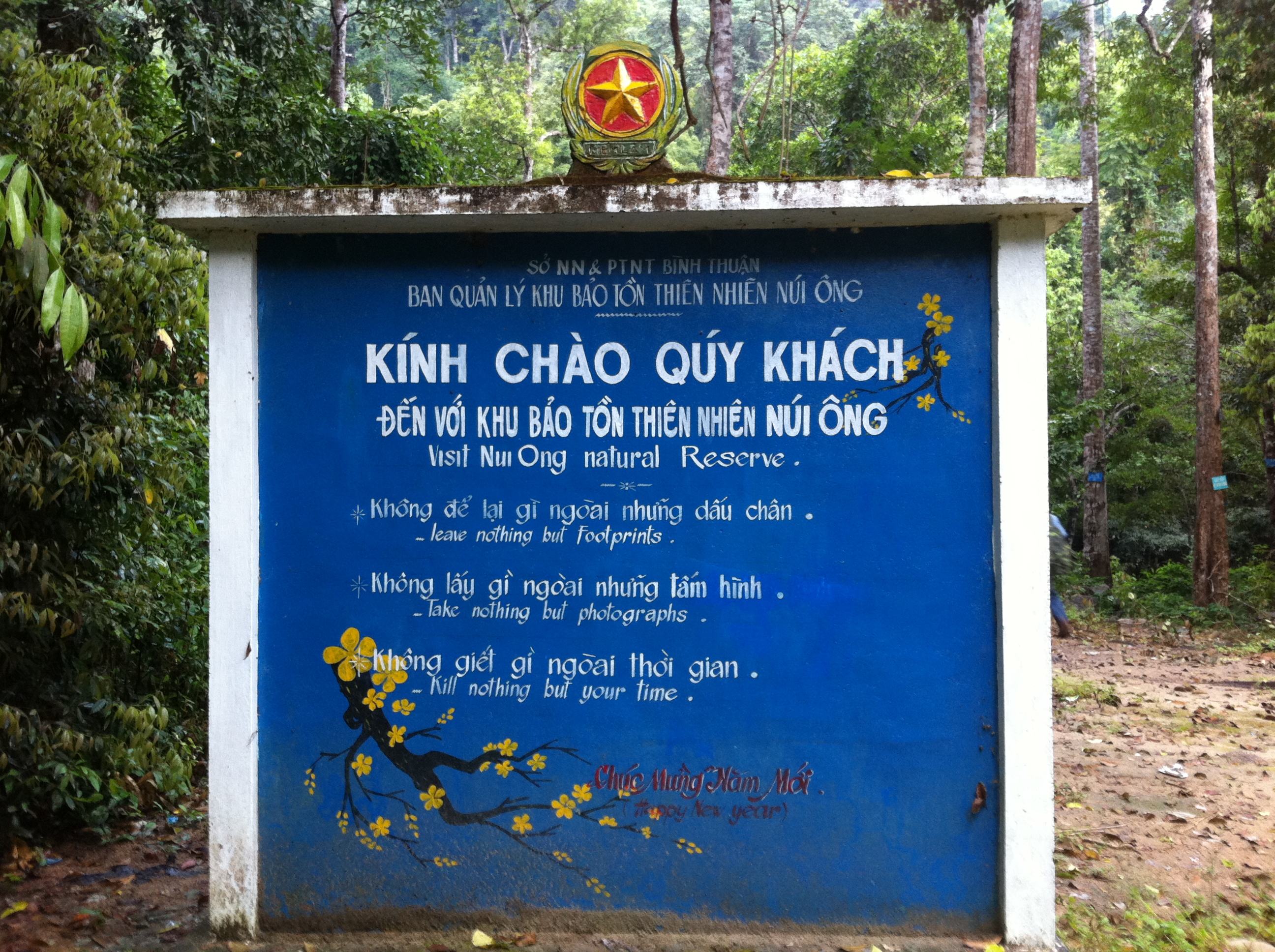
Bảng chào mừng đến khu bảo tồn thiên nhiên núi Ông

Với điều kiện tự nhiên như vậy, huyện Tánh Linh có các kiểu thảm thực vật chủ yếu sau:
Thảm thực vật rừng tự nhiên: Rừng tự nhiên bao gồm các kiểu sau:
- Kiểu rừng lá rộng thường xanh nhiệt đới ẩm gió mùa phân bố chủ yếu ở các vùng núi phía Bắc của huyện.
- Kiểu rừng nửa rụng lá nhiệt đới: phân bố ở vùng núi phía Bắc và phía Đông của huyện. Hình thái và cấu trúc kiểu rừng này chiếm tỷ lệ 25-75% cá thể là những loài cây rụng lá.
- Kiểu rừng thưa cây lá rộng nhiệt đới: Phân bố ở vùng núi phía Nam và phía Đông của huyện gồm các cây họ đậu, tre nứa,...

Thảm thực vật rừng trồng: chủ yếu ở phía nam của huyện gồm các loại như keo lá tràm, bạch đàn...
Thảm cây trồng nông nghiệp: bao gồm cây lúa tập trung chủ yếu ở thung lũng sông La Ngà, cây ăn quả phân bố ở các khu vực bậc thềm sông và xen lẫn trong khu dân cư. Cây công nghiệp như điều, cao su, tiêu,... phân bố rải rác ở các xã trong huyện và ven hồ Biển Lạc.

## Lịch sử
Tên gọi Tánh Linh có gốc từ tiếng Chăm là "Plây Tờ nao Linh", có nghĩa là "Bàu nước thiêng", nơi có "biển lạc vào rừng, rừng vây lấy biển".
Huyện Tánh Linh được thành lập vào ngày 01 tháng 5 năm 1983 do tách ra từ huyện Đức Linh, khi đó thuộc tỉnh Thuận Hải, gồm 12 xã: Bắc Ruộng, Đồng Kho, Đức Bình, Đức Phú, Đức Tân, Đức Thuận, Gia An, Huy Khiêm, La Ngâu, Lạc Tánh, Nghị Đức và Suối Kiết.
Ngày 28 tháng 11 năm 1983: 
- Chia xã Bắc Ruộng thành 2 xã: Bắc Ruộng và Măng Tố
- Chia xã Suối Kiết thành 2 xã: Suối Kiết và Gia Huynh.

Ngày 26 tháng 12 năm 1991, tỉnh Bình Thuận được tái lập từ tỉnh Thuận Hải cũ, huyện Tánh Linh thuộc tỉnh Bình Thuận.
Ngày 15 tháng 6 năm 1999, chuyển xã Lạc Tánh thành thị trấn Lạc Tánh (thị trấn huyện lỵ huyện Tánh Linh).
Ngày 1 tháng 1 năm 2020, sáp nhập xã Đức Tân vào xã Măng Tố. Huyện Tánh Linh có 1 thị trấn và 12 xã như hiện nay.

## Hành chính
Huyện Tánh Linh có 13 đơn vị hành chính cấp xã trực thuộc, bao gồm thị trấn Lạc Tánh (huyện lỵ) và 12 xã: Bắc Ruộng, Đồng Kho, Đức Bình, Đức Phú, Đức Thuận, Gia An, Gia Huynh, Huy Khiêm, La Ngâu, Măng Tố, Nghị Đức, Suối Kiết.